# Cipriano de Rore

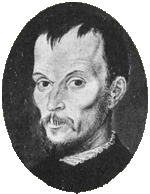
Cipriano de Rore

Cipriano de Rore, por vezes grafado como Cypriano, nasecu em 1515 ou 1516 e morreu entre 11 e 20 de setembro de 1565. Foi um compositor franco-flamengo do Renascimento, ativo em Itália, na República de Veneza. Para além de ser uma figura central da geração de compositores franco-flamengos que sucedeu a Josquin des Prez e que se estabeleceu em Itália, Rore foi um dos mais proeminentes compositores de madrigais na metade do século XVI. O seu estilo experimental, cromático e altamente expressivo teve uma influência decisiva no desenvolvimento posterior desse género musical secular.

## Vida

### Primeiros anos
Sabe-se pouco sobre os primeiros anos de vida de Rore. Os seus prováveis anos de nascimento (1515/1516) são conhecidos com base na idade com que morreu (49 anos, registada na sua lápide na catedral de Parma). O seu provável local de nascimento foi uma pequena localidade na Flandres, Ronse (Renaix), situada na fronteira entre as zonas francófonas e neerlandófonas. Investigação posterior identificou os seus pais como sendo Celestinus Rore (falecido antes de 1564) e Barbara Van Coppenolle. Teve pelo menos dois irmãos: Franciscus e Celestinus. A família era ativa em Ronse desde, pelo menos, 1400, e o brasão de armas familiar figurava tanto no selo pessoal de Rore como na sua lápide na catedral de Parma.
Desconhece-se onde Rore recebeu a sua formação musical. Com base numa expressão sugestiva presente num madrigal de 1559, dedicado a Margarida de Parma (filha ilegítima do imperador Carlos V), que dá a entender uma longa ligação entre ambos, é possível que Rore a tenha acompanhado quando ela se deslocou a Nápoles em 1533, antes de casar com um membro da família Médici. Margarida nasceu numa localidade situada a pouca distância a pé do local de nascimento de Rore. Antes dessa viagem, ainda especulativa, Rore poderá ter tido alguma formação musical inicial em Antuérpia. Muitos cantores talentosos dos Países Baixos iam para Itália ainda em criança ou na adolescência, frequentemente recrutados por nobres em visita; tanto Orlande de Lassus como Giaches de Wert viajaram para o sul de Itália em circunstâncias semelhantes. Quando Margarida casou com Alessandro de’ Medici, em 1536, Rore poderá ter seguido o seu próprio caminho, mas acredita-se que recebeu parte da sua educação musical em Itália, durante o período em que esteve ao serviço de Margarida.

### Veneza e Ferrara
Durante muito tempo afirmou-se que Rore estudou em Veneza com Adrian Willaert e que foi cantor na basílica de São Marcos, embora não exista documentação específica que comprove estes factos. Alguns textos de dedicatória nas suas publicações venezianas referem-no como «discípulo» ou «seguidor», mas não o identificam explicitamente como aluno. No entanto, Rore manteve uma ligação estreita com Willaert e os seus colaboradores durante grande parte da sua carreira, e visitou Veneza pelo menos uma vez antes de 1542. A partir desse ano, a documentação sobre os seus movimentos torna-se mais clara. Uma carta datada de 3 de novembro de 1542 indica que se encontrava em Bréscia, onde se sabe que permaneceu até 16 de abril de 1545. Durante este período começou a ganhar fama como compositor, publicando, com o apoio do editor veneziano Scotto, o seu primeiro livro de madrigais em 1542, bem como dois livros de motetes em 1544 e 1545. As reedições destas obras dois anos mais tarde, tanto por Scotto como por Gardane, atestam o seu elevado apreço. A mestria técnica e a influência estilística de Willaert e do seu círculo tornam plausível uma ligação precoce com Veneza.
Seguidamente, Rore foi para Ferrara, onde registos de pagamentos demonstram que assumiu o cargo de maestro di cappella (mestre de capela) a partir de 6 de maio de 1546. Este foi o início de um período extraordinariamente produtivo da sua vida; ao serviço do duque Ercole II d’Este, compôs missas, motetes, chansons e, naturalmente, madrigais, muitos dos quais com temas atuais e alguns relacionados com a própria corte. Em 1556, o duque Ercole atribuiu-lhe um benefício em reconhecimento do seu serviço excecional. Também durante os anos em Ferrara, Rore começou a estreitar relações com a corte de Albrecht V da Baviera, em Munique, enviando-lhes música, e fazendo com que 26 motetes fossem incluídos num manuscrito luxuosamente ilustrado, com iluminuras de Hans Muelich. Em 1558, Rore pediu uma licença ao seu empregador em Ferrara para regressar à terra natal e cuidar dos pais doentes. No percurso, fez uma paragem em Munique, onde chegou a 1 de maio, tendo ajudado na preparação do manuscrito dos motetes e posado para o retrato feito por Muelich. Um documento de setembro de 1558 situa-o na Flandres, onde prestava auxílio à cunhada na gestão de bens após a morte do seu irmão Celestinus. Em dezembro, já tinha regressado a Ferrara.

### Saída de Ferrara; últimos anos
Em julho de 1559, Rore voltou a deixar o seu cargo em Ferrara, possivelmente porque o novo duque, Afonso II d’Este, preferia Francesco dalla Viola, membro de uma antiga família de Ferrara, em detrimento do estrangeiro. Uma vez mais, Rore dirigiu-se ao norte, à sua terra natal, e desta vez não voltou ao serviço dos Este.
No entanto, a situação na sua terra encontrava-se degradada devido às consequências das Guerras de Independência, e quando Rore chegou, no outono de 1559, encontrou a sua cidade natal, Ronse, destruída. Incapaz de recuperar o emprego em Ferrara, reingressou ao serviço da Casa de Farnese e, após uma estadia em Antuérpia, regressou novamente a Itália, desta vez para Parma, em 1560. Descontente com a cidade — Parma não era um centro intelectual e cultural ao nível de Ferrara ou Veneza —, abandonou-a em 1563, assumindo brevemente o prestigiado cargo de maestro di cappella na basílica de São Marcos, após a morte de Willaert. Contudo, manteve-se nesse posto apenas até 1564, ano em que regressou a Parma, alegando como motivo a desordem na capela e o salário insuficiente.
Faleceu em Parma no ano seguinte, por causas desconhecidas, com 49 anos de idade, sendo sepultado na catedral da cidade. A lápide foi mandada erguer pelo seu sobrinho, Lodovico Rore, que inscreveu no epitáfio a certeza de que o seu nome não seria esquecido, mesmo num futuro distante.

## Música e influência
Rore foi um dos compositores mais influentes de meados do século XVI, principalmente pela difusão dos seus madrigais. O seu livro de 1542 foi um acontecimento extraordinário, reconhecido como tal na época: estabeleceu as cinco vozes como norma, em vez de quatro, e uniu a textura polifónica do motete flamengo à forma secular italiana, trazendo uma seriedade de tom que se tornou uma das tendências predominantes na composição de madrigais até ao século XVII.
Todas as linhas de desenvolvimento do madrigal no final do século podem ser traçadas a ideias que surgiram pela primeira vez em Rore; segundo Alfred Einstein, o seu único verdadeiro sucessor espiritual foi Claudio Monteverdi, outro revolucionário. Mas na sua música sacra, Rore foi mais conservador, mostrando a sua ligação às raízes flamengas: as suas missas, por exemplo, são reminiscências da obra de Josquin des Prez.
Rore compôs 107 madrigais com atribuição segura; 16 composições seculares em latim, semelhantes em forma aos madrigais; pelo menos sete chansons; 53 motetes, dos quais 51 sobrevivem; uma Paixão segundo São João; cinco missas; alguns Magnificats; e um pequeno número de outras obras.

### Música sacra
Embora mais conhecido pelos seus madrigais italianos, Rore foi também um prolífico compositor de música sacra, tanto missas como motetes. Josquin foi o seu ponto de partida, e desenvolveu muitas das suas técnicas a partir do estilo do compositor mais antigo. As três primeiras missas de Rore são uma resposta ao desafio do seu legado e à música de Josquin.
Para além de cinco missas, escreveu cerca de 80 motetes, muitos salmos, motetes seculares e uma Paixão segundo São João.

### Música secular
Foi como compositor de madrigais que Rore alcançou fama duradoura. Com os seus madrigais publicados principalmente entre 1542 e 1565, foi um dos mais influentes madrigalistas do século XVI.
Os seus primeiros madrigais reflectem a influência de Willaert, com o uso de dicção clara, contraponto denso e contínuo e imitação persistente. Estas obras são na maioria para quatro ou cinco vozes, havendo uma para seis e outra para oito. O tom da sua escrita tende para o sério, especialmente em contraste com o carácter leve da obra dos seus predecessores Arcadelt e Verdelot. Rore escolheu não escrever madrigais de carácter frívolo, preferindo temas sérios, incluindo obras de Petrarca e tragédias apresentadas em Ferrara. Procurou cuidadosamente expressar os diferentes estados de espírito dos textos que musicava, desenvolvendo recursos musicais para esse efeito; além disso, ignorava frequentemente a estrutura do verso, a divisão dos versos e a rima, considerando desnecessário que a música e a poesia coincidissem formalmente.
Adicionalmente, Rore experimentou com o cromatismo, seguindo algumas ideias do seu contemporâneo Nicola Vicentino. Usou todos os recursos da polifonia tal como se haviam desenvolvido até meados do século XVI, incluindo técnicas de imitação e cânone, tudo ao serviço da expressão textual cuidada.
Rore foi o modelo seguido por muitos dos grandes madrigalistas do final do século XVI, incluindo Monteverdi. Segundo Alfred Einstein, na sua obra O Madrigal Italiano (1949), o verdadeiro sucessor espiritual de Rore foi Monteverdi. Einstein afirmou ainda: «Rore tem a chave de todo o desenvolvimento do madrigal italiano após 1550.»
Rore compôs também motetes seculares em latim, uma forma de «cruzamento» relativamente invulgar em meados do século XVI. Estes motetes, uma variação secular de uma forma normalmente sacra, paralelam o madrigal espiritual (madrigale spirituale), uma variação sacra de uma forma popular secular. Estilisticamente, são semelhantes aos seus madrigais e foram publicados ao longo de toda a sua carreira; por vezes aparecem em colecções de madrigais, como no seu Quinto Livro póstumo para cinco vozes (1566), e também incluiu alguns numa colectânea de motetes para cinco vozes publicada em 1545.

## Obras

### Seculares:
- I madrigali (Veneza, 1542, cinco vozes)
- Il primo libro de madrigali cromatici (Veneza, 1544, cinco vozes; ampliação da publicação de 1542)
- Il secondo libro de madrigali (Veneza, 1544, cinco vozes)
- Il terzo libro di madrigali (Veneza, 1548, cinco vozes)
- Musica ... sopra le stanze del Petrarcha ... libro terzo (Veneza, 1548, cinco vozes)
- Il primo libro de madrigali (Ferrara, 1550, cinco vozes) (contém também chansons em francês)
- Il quarto libro di madrigali (Veneza, cinco vozes)
- Il secondo libro de madrigali (Veneza, 1557, quatro vozes)
- Li madrigali libro quarto (Veneza, 1562, cinco vozes)
- Le vive fiamme de’ vaghi e dilettevoli madrigali (Veneza, 1565, quatro e cinco vozes) (contém também peças seculares em latim)
- Il quinto libro de madrigali (1566, cinco vozes) (contém também peças seculares em latim)
- Numerosas outras obras em antologias, entre 1547 e 1570

### Sacras:
- Motectorum liber primus (Veneza, 1544, cinco vozes)
- Motetta (Veneza, 1545, cinco vozes)
- Il terzo libro di motetti (Veneza, 1549, cinco vozes)
- Passio Domini Nostri Jesu Christi secundum Joannem (Paris, 1557; duas a seis vozes)
- Motetta (Veneza, 1563, quatro vozes)
- Sacrae cantiones (Veneza, 1595; cinco a sete vozes)